# EyeQ
 Ikke at forveksle med Eye Cue.
EyeQ var en dansk popgruppe, der vandt den første udgave af tv-programmet Popstars på TV 2 i 2001. Gruppen bestod af Trine Jepsen, Louise Lolle, Sofie Hviid og Julie Næslund. Jepsen havde vundet Dansk Melodi Grand Prix 1999 med sangen "Denne Gang".

## Gruppens historie
Den store mediedækning gennem tv-programmet var medvirkende årsag til, at deres første musikudgivelser fik stor succes. Debutsinglen "I Want What She's Got" toppede hitlisterne og blev solgt i mere end 30.000 eksemplarer og udløste tredobbelt platin. Debutalbummet Let It Spin fra 2001 blev også en stor succes, lå på top 20-listen i 6 uger (bedste placering som nr. 1), blev solgt i mere end 150.000 eksemplarer og udløste ligeledes tredobbelt platin.
Herefter ebbede interessen for gruppen ud. Det andet album, Be Okay fra 2002, hvor de selv bidrog som sangskrivere, fik ikke særlig meget omtale, lå kun på top 20-listen i en uge (som nr. 17) og blev ikke solgt i samme mængde som det første.
Sofie Hviid forlod som gruppen i 2003, og resten af gruppen gik kort efter i opløsning.

## Gruppens medlemmer efter opløsningen
Trine Jepsen, Sofie Hviid og Louise Lolle er alle stadig aktive på musikscenen.
Louise Lolle arbejder som journalist på P3 og skriver og indspiller musik solo og med forskellige musikere.
Trine Jepsen satser helhjertet på en karriere som sangerinde og har bl.a. medvirket i adskillige musicals. Desuden deltog hun i både 2006 og 2009 i Dansk Melodi Grand Prix.
Julie Næslund (født 23. april 1978 i Danmark) genoptog efter opløsningen af EyeQ sin læreruddannelse, som hun siden har færdiggjort.

## Diskografi
- Let It Spin (2001)
- Be Okay (2002)

Singler
- "I Want What She's Got" (2001)